# Nidhauli Kalan
Nidhauli Kalan es un pueblo y nagar Panchayat situado en el  distrito de Etah en el estado de Uttar Pradesh (India). Su población es de 7500 habitantes (2001). 

## Demografía
Según el  censo de 2001 la población de Nidhauli Kalan era de 7500 habitantes, de los cuales el 55% eran hombres y 45% eran mujeres. Nidhauli Kalan tiene una tasa media de alfabetización del 48%, inferior a la media nacional del 59,5%: la alfabetización masculina es del 55%, y la alfabetización femenina del 40%.